# Сычуг

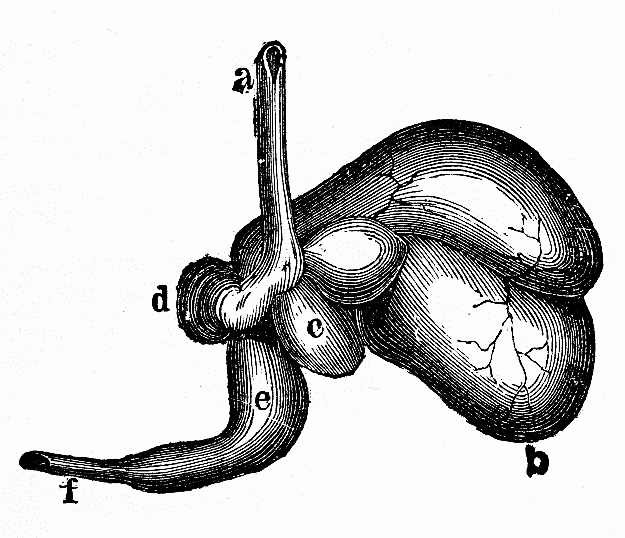
Строение желудка коровы: a — пищевод, b — рубец, c — сетка, d — книжка, e — сычуг, f — тонкая кишка

Сычу́г (лат. abomasum) — часть желудка жвачных (последний, четвёртый отдел сложного четырёхкамерного желудка жвачных животных), так называемый железистый желудок. В сычуге телят, питающихся молоком, вырабатывается реннин — пищеварительный сычужный фермент, расщепляющий пептиды. Выделенный из сычугов молодых телят и ягнят, этот фермент используется при изготовлении сыра.
Сычуг соответствует простому однокамерному желудку большинства млекопитающих.
Он соединяется с книжкой и двенадцатиперстной кишкой. Слизистая оболочка сычуга покрыта призматическим эпителием, содержит фундальные (донные), пилорические и кардиальные железы и образует 13—14 длинных складок, увеличивающих её поверхность. Мускульная оболочка сычуга образована наружным продольным и внутренним кольцевым слоями.
Также словом «сычуг» называется кушанье, приготовленное из коровьего, свиного и тому подобного фаршированного желудка. Во Флоренции популярно кушанье лампредотто, представляющее собой варёные с овощами кусочки сычуга, подаваемые как сами по себе, так и в булочке в качестве сэндвича.

## Сычужные сыры
В настоящее время для производства сыров широко используются заменители сычужного фермента, произведённые бактериями, которые имеют в своей основе копии гена реннина.